# 카르스텐 니부어

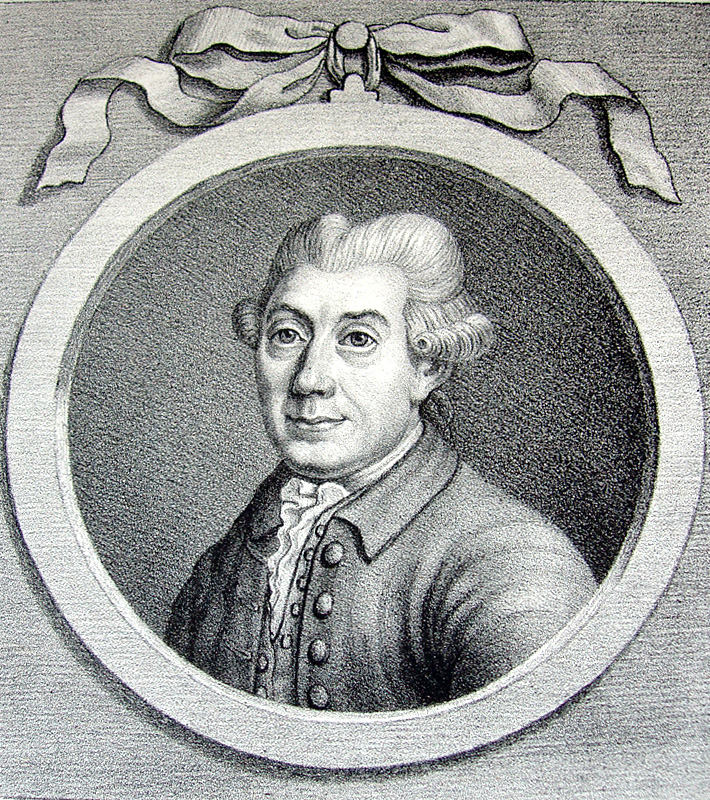
Carsten Niebuhr

카르스텐 니부어 (Carsten Niebuhr, 1733년 3월 17일 - 1815년 4월 26일)은 독일 출신의 탐험가이자 수학가였다.
하노버 인근의 도시에서 농부의 아들로 태어났다. 거의 교육을 받지 않았으며 소작농 일을 하면서 지냈다. 수학쪽으로 진학해 가까스로 수학하면서 측량학을 배웠다. 덴마크의 프레드릭 5세가 출정시킨 탐험대에 포함돼 이집트, 시리아, 아라비아 반도에 탐험가로 참여하게 됐다.
지리학자이자 측량학자로서 1년 반 동안 준비하면서 수학을 공부했고 아랍어를 공부했다. 1761년 1월 출정해 알렉산드리아에 도착한 다음 나일강 하구 쪽에 도착했다. 수에즈를 건너 그는 시나이반도에 이르렀으며 예멘 인근까지 이르렀다. 예멘의 수도도 방문했으며 기후와 생활 방식에 탐험대가 많은 어려움을 겪었다고 한다.
아랍 지역의 생활방식에 적응하면서 어렵게 건강을 찾은 것으로 보인다. 모카라는 지역에서 배로 봄베이로 갔다. 14달 동안 머물다 오만과 이란으로 건너갔고 바빌론 신전의 폐허, 바그다드, 모술까지 방문했다. 키프로스 방문 후 타우루스산맥에 이르렀다. 1767년 2월 콘스탄티노플에 이르러 그 해 11월에 코펜하겐으로 돌아왔다. 1773년 결혼했고 군 병역을 마친 뒤 덴마크에서 살게 됐다. 1778년 지금의 독일 홀슈타인 공무원직을 맞다가 멜도프로 가 1815년에 죽었다.
정확하고 주의 깊은 측량가였으며 학자의 기질을 갖춘 사람이었다. 관찰한 바에 대해 그대로 밝혀 남겼다. 그의 작품은 전 세계의 골동품과 민족, 아라비아 반도의 특징에 대해 기록해 후대 학자에게 큰 영향을 미쳤다. 첫 번째 저서였던 Beschreibung von Arabien이 1772년 코펜하겐에서 출시됐으며 전액 덴마크 정부가 지원한 것이었다. 1774-1778년까지 여러 책이 나왔으며 네 번째 부는 1837년이 지나서야 나왔다. 그의 사후에는 니부어의 딸이 편집해 다시 세상에 책이 나오게 됐다.
프랑스어와 네덜란드어 번역본이 생전 출반됐으며 영어판은 1792년 에딘버러에서 최초로 공개됐다.
그의 탐험 기록이 거의 덴마크 왕실의 지원으로 이뤄졌고 병역까지 마쳤으므로 덴마크 국적으로 보기도 한다.

## 참고 자료
- Beschreibung von Arabien text and illustrations at the University of Göttingen